# Macgregoria (Plantae)
Macgregoria, monotipski rod bilja čija jedina vrsta Macgregoria racemigera, lokalno poznata kao raste npo unutrašnjosti Australskog kontinenta, Zapadna Australija, Sjeverni teritorij, Queensland, Novi Južni Wales.
M. racemigera naraste do 15 centimetara visine, razgranata je, promjera do 30 cm. Pedikel je debeo, dug 3 do 8mm. Cvjetovi su snježnobijele boje, pa je lokalno nazivana Snow Flower i Carpet-of-Snow. Nalik je vrsti Lobularia maritima koja pripada porodici Brassicaceae.